# Vlčí radius

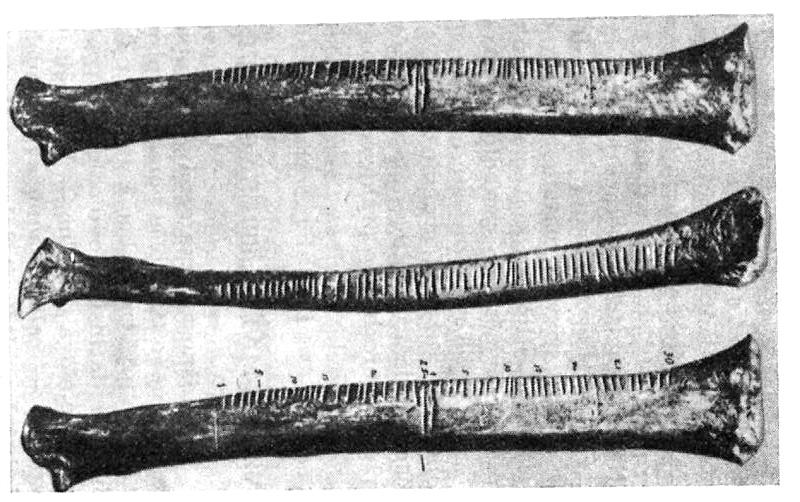
Vlčí radius

Vlčí radius nebo také Věstonická vrubovka je vrubovka se zářezy, byla nalezena 19. 8. 1936 Karlem Absolonem ve střední části stanice Dolní Věstonice I. Stáří 25 až 28 000 let. Na kosti jsou vyryty dvě skupiny po 30 a 25 zářezech, které jsou odděleny dvěma delšími zářezy. Jde o světově ojedinělý doklad matematického chápání. Nalezená vřetenní kost je 18 cm dlouhá.